# Ліга націй УЄФА 2024—2025 (Ліга B)
Ліга націй УЄФА 2024—2025 — Ліга B (англ. 2024–25 UEFA Nations League B) — другий дивізіон Ліги націй УЄФА 2024—2025, матчі якого відбулися з 6 вересня по 19 листопада 2024 року за участю чоловічих збірних команд 16 членів асоціацій УЄФА.

## Формат
Формат Ліги B. 16 команд (місця з 17 по 32 в списку учасників Ліги націй 2024—25) будуть поділені на 4 групи по 4 команди кожна. Кожна команда грає 6 матчів (вдома та на виїзді з кожною командою в своїй групі). Переможець кожної групи отримує підвищення до Ліги A Ліги націй 2026-27, а команди, що посіли 2-е місце, граюту плей-оф на підвищення з 3-ім місцем Ліги А. Команди, що посіли 3-є місце, граюту плей-оф на пониження з 2-м місцем Ліги С. Команди, що посіли 4-е місце, вилітають до Ліги C.

## Учасники

### Зміни в списку учасників
Після сезону 2022–23 в Лізі B відбулися наступні зміни:
| \| З Ліги A (пониження) \| З Ліги C (підвищення) \| \| ---------------------------------- \| ----------------------------------------- \| \| - Австрія - Чехія - Англія - Уельс \| - Грузія - Греція - Казахстан - Туреччина \| |                                           |
| З Ліги A (пониження) | З Ліги C (підвищення)                     |
| - Австрія - Чехія - Англія - Уельс | - Грузія - Греція - Казахстан - Туреччина |

| До Ліги A (підвищення)                                | До Ліги C (пониження)         |
| ----------------------------------------------------- | ----------------------------- |
| - Боснія і Герцеговина - Ізраїль - Шотландія - Сербія | - Вірменія - Румунія - Швеція |

### Жеребкування
| Команда | Рейт |
| ------- | ---- |
| Австрія | 17   |
| Чехія   | 18   |
| Англія  | 19   |
| Уельс   | 20   |

| Команда   | Рейт |
| --------- | ---- |
| Фінляндія | 21   |
| Україна   | 22   |
| Ісландія  | 23   |
| Норвегія  | 24   |

| Команда    | Рейт |
| ---------- | ---- |
| Словенія   | 25   |
| Ірландія   | 26   |
| Албанія    | 27   |
| Чорногорія | 28   |

| Команда   | Рейт |
| --------- | ---- |
| Грузія    | 29   |
| Греція    | 30   |
| Туреччина | 31   |
| Казахстан | 32   |

## Групи

### Група 1
| Поз | Команда | І | В | Н | П | ГЗ | ГП | РГ | О  | Підвищення, кваліфікація або пониження |  | Чехія | Україна | Грузія | Албанія |
| --- | ------- | - | - | - | - | -- | -- | -- | -- | -------------------------------------- |  | ----- | ------- | ------ | ------- |
| 1   | Чехія   | 6 | 3 | 2 | 1 | 9  | 8  | +1 | 11 | Вихід у Лігу A                         |  | —     | 3–2     | 2–1    | 2–0     |
| 2   | Україна | 6 | 2 | 2 | 2 | 8  | 8  | 0  | 8  | Плей-оф підвищення                     |  | 1–1   | —       | 1–0    | 1–2     |
| 3   | Грузія  | 6 | 2 | 1 | 3 | 7  | 6  | +1 | 7  | Плей-оф пониження                      |  | 4–1   | 1–1     | —      | 0–1     |
| 4   | Албанія | 6 | 2 | 1 | 3 | 4  | 6  | −2 | 7  | Виліт в Лігу C                         |  | 0–0   | 1–2     | 0–1    | —       |

1. 1 2  Загальна різниця голів: Грузія +1, Албанія –2.

| 7 вересня 2024 18:00 (20:00 UTC+4) |

| Грузія                                                                       | 4–1      | Чехія        |
| ---------------------------------------------------------------------------- | -------- | ------------ |
| - Кварацхелія 33' (пен.) - Чакветадзе 53' - Мікаутадзе 63' - Кочорашвілі 66' | Протокол | - Калвах 80' |

| Стадіон імені Михайла Месхі, Тбілісі Глядачів: 20 401 Арбітр: Орель Грінфельд (Ізраїль) |

| 7 вересня 2024 20:45 |

| Україна       | 1–2      | Албанія                   |
| ------------- | -------- | ------------------------- |
| - Конопля 49' | Протокол | - Ісмайлі 54' - Асані 66' |

| Дженералі Арена, Прага (Чехія) Глядачів: 15 500 Арбітр: Луїш Годінью (Португалія) |

| 10 вересня 2024 20:45 |

| Албанія | 0–1      | Грузія            |
| ------- | -------- | ----------------- |
|         | Протокол | - Кочорашвілі 71' |

| Арена Комбетаре, Тирана Глядачів: 20 400 Арбітр: Ерік Ламбрехтс (Бельгія) |

| 10 вересня 2024 20:45 |

| Чехія                                  | 3–2      | Україна                   |
| -------------------------------------- | -------- | ------------------------- |
| - Шульц 21', 45+2' - Соучек 80' (пен.) | Протокол | - Ванат 37' - Судаков 84' |

| Фортуна Арена, Прага Глядачів: 18 722 Арбітр: Джон Бітон (Шотландія) |

| 11 жовтня 2024 20:45 |

| Чехія           | 2–0      | Албанія |
| --------------- | -------- | ------- |
| - Хорий 3', 63' | Протокол |         |

| Дженералі Арена, Прага Глядачів: 17 823 Арбітр: Бенуа Бастьєн (Франція) |

| 11 жовтня 2024 20:45 |

| Україна      | 1–0      | Грузія |
| ------------ | -------- | ------ |
| - Мудрик 35' | Протокол |        |

| Міський стадіон, Познань Глядачів: 21 700 Арбітр: Юліан Вайнбергер (Австрія) |

| 14 жовтня 2024 18:00 (20:00 UTC+4) |

| Грузія | 0–1      | Албанія     |
| ------ | -------- | ----------- |
|        | Протокол | Асллані 48' |

| Стадіон імені Михайла Месхі, Тбілісі Глядачів: 19 981 Арбітр: Данні Маккелі (Нідерланди) |

| 14 жовтня 2024 20:45 |

| Україна           | 1–1      | Чехія    |
| ----------------- | -------- | -------- |
| Довбик 52' (пен.) | Протокол | Черв 18' |

| Міський стадіон, Вроцлав Глядачів: 14 734 Арбітр: Гільєрмо Квадра Фернандес (Іспанія) |

| 16 листопада 2024 18:00 (21:00 UTC+4) |

| Грузія         | 1–1      | Україна            |
| -------------- | -------- | ------------------ |
| Мікаутадзе 76' | Протокол | Кверквелія 7' (аг) |

| Аджарабет Арена, Батумі Глядачів: 19 120 Арбітр: Кріс Кавана (Англія) |

| 16 листопада 2024 20:45 |

| Албанія | 0–0      | Чехія |
| ------- | -------- | ----- |
|         | Протокол |       |

| Арена Комбетаре, Тирана Глядачів: 20 800 Арбітр: Сандро Шерер (Швейцарія) |

| 19 листопада 2024 20:45 |

| Албанія              | 1–2      | Україна                     |
| -------------------- | -------- | --------------------------- |
| - Байрамі 75' (пен.) | Протокол | - Зінченко 5' - Яремчук 10' |

| Арена Комбетаре, Тирана Глядачів: 20 547 Арбітр: Жуан Піньєйру (Португалія) |

| 19 листопада 2024 20:45 |

| Чехія                   | 2–1      | Грузія           |
| ----------------------- | -------- | ---------------- |
| - Шульц 3' - Гложек 24' | Протокол | - Мікаутадзе 60' |

| Андрув, Оломоуць Глядачів: 12 221 Арбітр: Анастасіос Папапетру (Греція) |

### Група 2
| Поз | Команда   | І | В | Н | П | ГЗ | ГП | РГ  | О  | Підвищення, кваліфікація або пониження |  | Англія | Греція | Республіка Ірландія | Фінляндія |
| --- | --------- | - | - | - | - | -- | -- | --- | -- | -------------------------------------- |  | ------ | ------ | ------------------- | --------- |
| 1   | Англія    | 6 | 5 | 0 | 1 | 16 | 3  | +13 | 15 | Вихід у Лігу A                         |  | —      | 1–2    | 5–0                 | 2–0       |
| 2   | Греція    | 6 | 5 | 0 | 1 | 11 | 4  | +7  | 15 | Плей-оф підвищення                     |  | 0–3    | —      | 2–0                 | 3–0       |
| 3   | Ірландія  | 6 | 2 | 0 | 4 | 3  | 12 | −9  | 6  | Плей-оф пониження                      |  | 0–2    | 0–2    | —                   | 1–0       |
| 4   | Фінляндія | 6 | 0 | 0 | 6 | 2  | 13 | −11 | 0  | Виліт в Лігу C                         |  | 1–3    | 0–2    | 1–2                 | —         |

1. 1 2  Різниця голів в очних зустрічах: Англія +2, Греція −2.

| 7 вересня 2024 18:00 (17:00 UTC+1) |

| Ірландія | 0–2      | Англія                  |
| -------- | -------- | ----------------------- |
|          | Протокол | - Райс 11' - Гріліш 26' |

| Авіва, Дублін Глядачів: 50 359 Арбітр: Хосе Марія Санчес Мартінес (Іспанія) |

| 7 вересня 2024 20:45 (21:45 UTC+3) |

| Греція                                  | 3–0      | Фінляндія |
| --------------------------------------- | -------- | --------- |
| - Йоаннідіс 23', 76' - Кельман 37' (аг) | Протокол |           |

| Георгіос Караїскакіс, Пірей Глядачів: 17 293 Арбітр: Урс Шнідер (Швейцарія) |

| 10 вересня 2024 20:45 (19:45 UTC+1) |

| Англія          | 2–0      | Фінляндія |
| --------------- | -------- | --------- |
| - Кейн 57', 76' | Протокол |           |

| Вемблі, Лондон Глядачів: 70 221 Арбітр: Мортен Крог (Данія) |

| 10 вересня 2024 20:45 (19:45 UTC+1) |

| Ірландія | 0–2      | Греція                      |
| -------- | -------- | --------------------------- |
|          | Протокол | - Йоаннідіс 50' - Цоліс 87' |

| Авіва, Дублін Глядачів: 37 274 Арбітр: Еспен Ескос (Норвегія) |

| 10 жовтня 2024 20:45 (19:45 UTC+1) |

| Англія          | 1–2      | Греція                |
| --------------- | -------- | --------------------- |
| - Беллінгем 87' | Протокол | - Павлідіс 49', 90+4' |

| Вемблі, Лондон Глядачів: 79 012 Арбітр: Андреа Коломбо (Італія) |

| 10 жовтня 2024 20:45 (21:45 UTC+3) |

| Фінляндія        | 1–2      | Ірландія                 |
| ---------------- | -------- | ------------------------ |
| - Пог'янпало 17' | Протокол | - Скейлз 57' - Бреді 88' |

| Олімпійський стадіон, Гельсінкі Глядачів: 16 105 Арбітр: Александар Ставрев (Північна Македонія) |

| 13 жовтня 2024 18:00 (19:00 UTC+3) |

| Фінляндія      | 1–3      | Англія                                           |
| -------------- | -------- | ------------------------------------------------ |
| - Госконен 87' | Протокол | - Гріліш 18' - Александер-Арнольд 74' - Райс 84' |

| Олімпійський стадіон, Гельсінкі Глядачів: 32 411 Арбітр: Георгій Круашвілі (Грузія) |

| 13 жовтня 2024 20:45 (21:45 UTC+3) |

| Греція                           | 2–0      | Ірландія |
| -------------------------------- | -------- | -------- |
| - Бакасетас 48' - Манталос 90+1' | Протокол |          |

| Георгіос Караїскакіс, Пірей Глядачів: 30 253 Арбітр: Джої Кой (Нідерланди) |

| 14 листопада 2024 20:45 (21:45 UTC+2) |

| Греція | 0–3      | Англія                                         |
| ------ | -------- | ---------------------------------------------- |
|        | Протокол | - Воткінс 7' - Влаходімос 78' (аг) - Джонс 83' |

| Олімпійський стадіон, Афіни Глядачів: 60 664 Арбітр: Даніель Зіберт (Німеччина) |

| 14 листопада 2024 20:45 (19:45 UTC+0) |

| Ірландія       | 1–0      | Фінляндія |
| -------------- | -------- | --------- |
| - Фергюсон 45' | Протокол |           |

| Авіва, Дублін Глядачів: 39 163 Арбітр: Гарм Осмерс (Німеччина) |

| 17 листопада 2024 18:00 (17:00 UTC+0) |

| Англія                                                              | 5–0      | Ірландія |
| ------------------------------------------------------------------- | -------- | -------- |
| Кейн 53' (пен.) Гордон 56' Галлахер 58' Боуен 76' Гарвуд-Белліс 79' | Протокол |          |

| Вемблі, Лондон Глядачів: 79 969 Арбітр: Ерік Ламбрехтс (Бельгія) |

| 17 листопада 2024 18:00 (19:00 UTC+2) |

| Фінляндія | 0–2      | Греція                      |
| --------- | -------- | --------------------------- |
|           | Протокол | - Бакасетас 52' - Цоліс 56' |

| Олімпійський стадіон, Гельсінкі Глядачів: 17 661 Арбітр: Віллі Делажо (Франція) |

### Група 3
| Поз | Команда   | І | В | Н | П | ГЗ | ГП | РГ  | О  | Підвищення, кваліфікація або пониження |  | Норвегія | Австрія | Словенія | Казахстан |
| --- | --------- | - | - | - | - | -- | -- | --- | -- | -------------------------------------- |  | -------- | ------- | -------- | --------- |
| 1   | Норвегія  | 6 | 4 | 1 | 1 | 15 | 7  | +8  | 13 | Вихід у Лігу A                         |  | —        | 2–1     | 3–0      | 5–0       |
| 2   | Австрія   | 6 | 3 | 2 | 1 | 14 | 5  | +9  | 11 | Плей-оф підвищення                     |  | 5–1      | —       | 1–1      | 4–0       |
| 3   | Словенія  | 6 | 2 | 2 | 2 | 7  | 9  | −2  | 8  | Плей-оф пониження                      |  | 1–4      | 1–1     | —        | 3–0       |
| 4   | Казахстан | 6 | 0 | 1 | 5 | 0  | 15 | −15 | 1  | Виліт в Лігу C                         |  | 0–0      | 0–2     | 0–1      | —         |

| 6 вересня 2024 16:00 (20:00 UTC+6) |

| Казахстан | 0–0      | Норвегія |
| --------- | -------- | -------- |
|           | Протокол |          |

| Центральний стадіон, Алмати Глядачів: 23 173 Арбітр: Аллард Ліндгут (Нідерланди) |

| 6 вересня 2024 20:45 |

| Словенія         | 1–1      | Австрія    |
| ---------------- | -------- | ---------- |
| Шешко 16' (пен.) | Протокол | Лаймер 28' |

| Стожиці, Любляна Глядачів: 14 834 Арбітр: Раду Петреску (Румунія) |

| 9 вересня 2024 20:45 |

| Норвегія               | 2–1      | Австрія        |
| ---------------------- | -------- | -------------- |
| - Мюре 9' - Голанн 80' | Протокол | - Забітцер 37' |

| Уллевол, Осло Глядачів: 23 171 Арбітр: Никола Дабанович (Чорногорія) |

| 9 вересня 2024 20:45 |

| Словенія              | 3–0      | Казахстан |
| --------------------- | -------- | --------- |
| - Шешко 23', 28', 63' | Протокол |           |

| Стожиці, Любляна Глядачів: 9 814 Арбітр: Жуан Піньєйру (Португалія) |

| 10 жовтня 2024 20:45 |

| Австрія                                                     | 4–0      | Казахстан |
| ----------------------------------------------------------- | -------- | --------- |
| - Баумгартнер 10' - Лінгарт 54' - Забітцер 56' - Зайдль 79' | Протокол |           |

| Райффайзен Арена, Лінц Глядачів: 14 500 Арбітр: Дональд Робертсон (Шотландія) |

| 10 жовтня 2024 20:45 |

| Норвегія                      | 3–0      | Словенія |
| ----------------------------- | -------- | -------- |
| - Голанн 7', 62' - Серлот 52' | Протокол |          |

| Уллевол, Осло Глядачів: 23 341 Арбітр: Манфредас Лук'янчукас (Литва) |

| 13 жовтня 2024 15:00 (19:00 UTC+6) |

| Казахстан | 0–1      | Словенія   |
| --------- | -------- | ---------- |
|           | Протокол | Млакар 55' |

| Центральний стадіон, Алмати Глядачів: 19 783 Арбітр: Крейг Поусон (Англія) |

| 13 жовтня 2024 20:45 |

| Австрія                                                    | 5–1      | Норвегія   |
| ---------------------------------------------------------- | -------- | ---------- |
| Арнаутович 8', 49' (пен.) Лінгарт 58' Пош 62' Грегорич 71' | Протокол | Серлот 39' |

| Райффайзен Арена, Лінц Глядачів: 16 500 Арбітр: Тамаш Богнар (Угорщина) |

| 14 листопада 2024 16:00 (21:00 UTC+6) |

| Казахстан | 0–2      | Австрія                          |
| --------- | -------- | -------------------------------- |
|           | Протокол | - Баумгартнер 15' - Грегорич 25' |

| Центральний стадіон, Алмати Глядачів: 9 753 Арбітр: Маріан Барбу (Румунія) |

| 14 листопада 2024 20:45 |

| Словенія           | 1–4      | Норвегія                                |
| ------------------ | -------- | --------------------------------------- |
| - Шешко 21' (пен.) | Протокол | - Нуса 9', 54' - Голанн 45' - Гауге 82' |

| Стожиці, Любляна Глядачів: 15 308 Арбітр: Майкл Олівер (Англія) |

| 17 листопада 2024 18:00 |

| Австрія    | 1–1      | Словенія           |
| ---------- | -------- | ------------------ |
| - Шмід 27' | Протокол | - Гнезда Черин 81' |

| Ернст-Гаппель-Штадіон, Відень Глядачів: 46 000 Арбітр: Гленн Нюберг (Швеція) |

| 17 листопада 2024 18:00 |

| Норвегія                                       | 5–0      | Казахстан |
| ---------------------------------------------- | -------- | --------- |
| - Голанн 23', 37', 71' - Серлот 41' - Нуса 76' | Протокол |           |

| Уллевол, Осло Глядачів: 23 458 Арбітр: Джаспер Верготе (Бельгія) |

### Група 4
| Поз | Команда    | І | В | Н | П | ГЗ | ГП | РГ | О  | Підвищення, кваліфікація або пониження |  | Уельс | Туреччина | Ісландія | Чорногорія |
| --- | ---------- | - | - | - | - | -- | -- | -- | -- | -------------------------------------- |  | ----- | --------- | -------- | ---------- |
| 1   | Уельс      | 6 | 3 | 3 | 0 | 9  | 4  | +5 | 12 | Вихід у Лігу A                         |  | —     | 0–0       | 4–1      | 1–0        |
| 2   | Туреччина  | 6 | 3 | 2 | 1 | 9  | 6  | +3 | 11 | Плей-оф підвищення                     |  | 0–0   | —         | 3–1      | 1–0        |
| 3   | Ісландія   | 6 | 2 | 1 | 3 | 10 | 13 | −3 | 7  | Плей-оф пониження                      |  | 2–2   | 2–4       | —        | 2–0        |
| 4   | Чорногорія | 6 | 1 | 0 | 5 | 4  | 9  | −5 | 3  | Виліт в Лігу C                         |  | 1–2   | 3–1       | 0–2      | —          |

| 6 вересня 2024 20:45 (18:45 UTC±0) |

| Ісландія                           | 2–0      | Чорногорія |
| ---------------------------------- | -------- | ---------- |
| - Оскарссон 39' - Торстейнссон 58' | Протокол |            |

| Лейгардальсведлюр, Рейк'явік Глядачів: 4 683 Арбітр: Віллі Делажо (Франція) |

| 6 вересня 2024 20:45 (19:45 UTC+1) |

| Уельс | 0–0      | Туреччина |
| ----- | -------- | --------- |
|       | Протокол |           |

| Кардіфф Сіті Стедіум, Кардіфф Глядачів: 28 625 Арбітр: Рохіт Саггі (Норвегія) |

| 9 вересня 2024 20:45 |

| Чорногорія  | 1–2      | Уельс                |
| ----------- | -------- | -------------------- |
| - Цамай 73' | Протокол | - Мур 1' - Вілсон 3' |

| Градскі, Никшич Глядачів: 3 569 Арбітр: Георгі Кабаков (Болгарія) |

| 9 вересня 2024 20:45 (21:45 UTC+3) |

| Туреччина                 | 3–1      | Ісландія      |
| ------------------------- | -------- | ------------- |
| - Актюркоглу 2', 52', 88' | Протокол | - Палссон 37' |

| Гюрсель Аксель, Ізмір Глядачів: 16 167 Арбітр: Енеа Йоргі (Албанія) |

| 11 жовтня 2024 20:45 (18:45 UTC+0) |

| Ісландія                       | 2–2      | Уельс                      |
| ------------------------------ | -------- | -------------------------- |
| - Томассон 69' - Ворд 72' (аг) | Протокол | - Джонсон 11' - Вілсон 29' |

| Лейгардальсведлюр, Рейк'явік Глядачів: 6 141 Арбітр: Антоні Бандич (Боснія і Герцеговина) |

| 11 жовтня 2024 20:45 (21:45 UTC+3) |

| Туреччина      | 1–0      | Чорногорія |
| -------------- | -------- | ---------- |
| - Кахведжі 69' | Протокол |            |

| Самсунський стадіон імені 19-го травня, Самсун Глядачів: 28 829 Арбітр: Даніеле Чіффі (Італія) |

| 14 жовтня 2024 20:45 (18:45 UTC±0) |

| Ісландія                       | 2–4      | Туреччина                                                             |
| ------------------------------ | -------- | --------------------------------------------------------------------- |
| - Оскарссон 3' - Гудйонсен 83' | Протокол | - Кахведжі 62' - Чалханоглу 67' (пен.) - Гюлер 88' - Актюркоглу 90+5' |

| Лейгардальсведлюр, Рейк'явік Глядачів: 5 260 Арбітр: Дам'ян Сілвесчак (Польща) |

| 14 жовтня 2024 20:45 (19:45 UTC+1) |

| Уельс             | 1–0      | Чорногорія |
| ----------------- | -------- | ---------- |
| Вілсон 36' (пен.) | Протокол |            |

| Кардіфф Сіті Стедіум, Кардіфф Глядачів: 27 326 Арбітр: Філіп Глова (Словаччина) |

| 16 листопада 2024 18:00 |

| Чорногорія | 0–2      | Ісландія                           |
| ---------- | -------- | ---------------------------------- |
|            | Протокол | - Оскарссон 74' - Йоуганнессон 88' |

| Градскі, Никшич Глядачів: 2 354 Арбітр: Свен Яблонскі (Німеччина) |

| 16 листопада 2024 18:00 (20:00 UTC+3) |

| Туреччина | 0–0      | Уельс |
| --------- | -------- | ----- |
|           | Протокол |       |

| Кадір Хас, Кайсері Глядачів: 28 812 Арбітр: Хуан Мартінес Мунуера (Іспанія) |

| 19 листопада 2024 20:45 |

| Чорногорія               | 3–1      | Туреччина   |
| ------------------------ | -------- | ----------- |
| - Крстович 29', 45', 73' | Протокол | - Їлдиз 37' |

| Градскі, Никшич Глядачів: 2 579 Арбітр: Урс Шнідер (Швейцарія) |

| 19 листопада 2024 20:45 (19:45 UTC+0) |

| Уельс                                          | 4–1      | Ісландія       |
| ---------------------------------------------- | -------- | -------------- |
| - Каллен 32', 45+1' - Джонсон 65' - Вілсон 79' | Протокол | - Гудйонсен 8' |

| Кардіфф Сіті Стедіум, Кардіфф Глядачів: 28 240 Арбітр: Антоніу Нобре (Португалія) |

## Проміжний загальний рейтинг
| Рей | Груп | Команда    | І | В | Н | П | ГЗ | ГП | РГ  | О  |
| --- | ---- | ---------- | - | - | - | - | -- | -- | --- | -- |
| 17  | B2   | Англія     | 6 | 5 | 0 | 1 | 16 | 3  | +13 | 15 |
| 18  | B3   | Норвегія   | 6 | 4 | 1 | 1 | 15 | 7  | +8  | 13 |
| 19  | B4   | Уельс      | 6 | 3 | 3 | 0 | 9  | 4  | +5  | 12 |
| 20  | B1   | Чехія      | 6 | 3 | 2 | 1 | 9  | 8  | +1  | 11 |
|     |      |            |   |   |   |   |    |    |     |    |
| 21  | B2   | Греція     | 6 | 5 | 0 | 1 | 11 | 4  | +7  | 15 |
| 22  | B3   | Австрія    | 6 | 3 | 2 | 1 | 14 | 5  | +9  | 11 |
| 23  | B4   | Туреччина  | 6 | 3 | 2 | 1 | 9  | 6  | +3  | 11 |
| 24  | B1   | Україна    | 6 | 2 | 2 | 2 | 8  | 8  | 0   | 8  |
|     |      |            |   |   |   |   |    |    |     |    |
| 25  | B3   | Словенія   | 6 | 2 | 2 | 2 | 7  | 9  | −2  | 8  |
| 26  | B1   | Грузія     | 6 | 2 | 1 | 3 | 7  | 6  | +1  | 7  |
| 27  | B4   | Ісландія   | 6 | 2 | 1 | 3 | 10 | 13 | −3  | 7  |
| 28  | B2   | Ірландія   | 6 | 2 | 0 | 4 | 3  | 12 | −9  | 6  |
|     |      |            |   |   |   |   |    |    |     |    |
| 29  | B1   | Албанія    | 6 | 2 | 1 | 3 | 4  | 6  | −2  | 7  |
| 30  | B4   | Чорногорія | 6 | 1 | 0 | 5 | 4  | 9  | −5  | 3  |
| 31  | B3   | Казахстан  | 6 | 0 | 1 | 5 | 0  | 15 | −15 | 1  |
| 32  | B2   | Фінляндія  | 6 | 0 | 0 | 6 | 2  | 13 | −11 | 0  |

## Фінальний загальний рейтинг
| Рей | Команда              | П/П  |
| --- | -------------------- | ---- |
| 17  | Шотландія            | *    |
| 18  | Угорщина             | *    |
| 19  | Польща               | Fall |
| 20  | Ізраїль              | Fall |
| 21  | Швейцарія            | Fall |
| 22  | Боснія і Герцеговина | Fall |
| 23  | Австрія              | *    |
| 24  | Україна              | *    |
|     |                      |      |
| 25  | Словенія             | *    |
| 26  | Грузія               | *    |
| 27  | Ірландія             | *    |
| 28  | Румунія              | Rise |
| 29  | Швеція               | Rise |
| 30  | Північна Македонія   | Rise |
| 31  | Північна Ірландія    | Rise |
| 32  | Косово               | *    |

## Позначки
1. 1 2 3  Через російське вторгнення в Україну, УЄФА вирішило проводити матчі України на нейтральному полі до скасування цього рішення.[3]